# أعطيجان (آيت سيدي موسى)
أعطيجان هو دُوَّار يقع بجماعة واد إفران، إقليم إفران، جهة فاس مكناس في المملكة المغربية. ينتمي الدوّار لمشيخة آيت سيدي موسى التي تضم 3 دواوير. يقدر عدد سكانه بـ 562 نسمة حسب الإحصاء الرسمي للسكان والسكنى لسنة 2004.

## روابط خارجية
- البوابة الوطنية للجماعات الترابية
- المندوبية السامية للتخطيط